# Эликон-35С

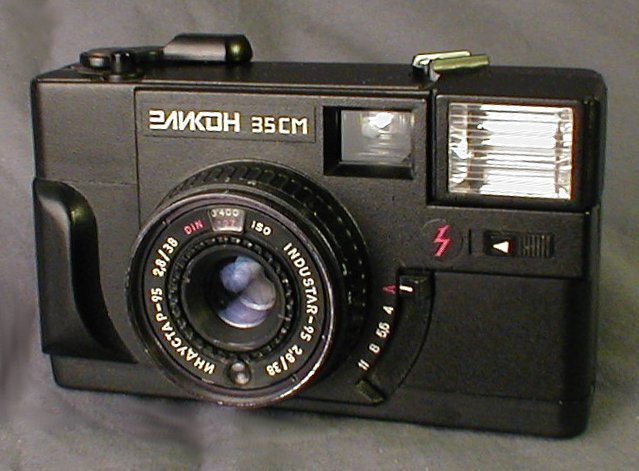
«Эликон-35СМ»

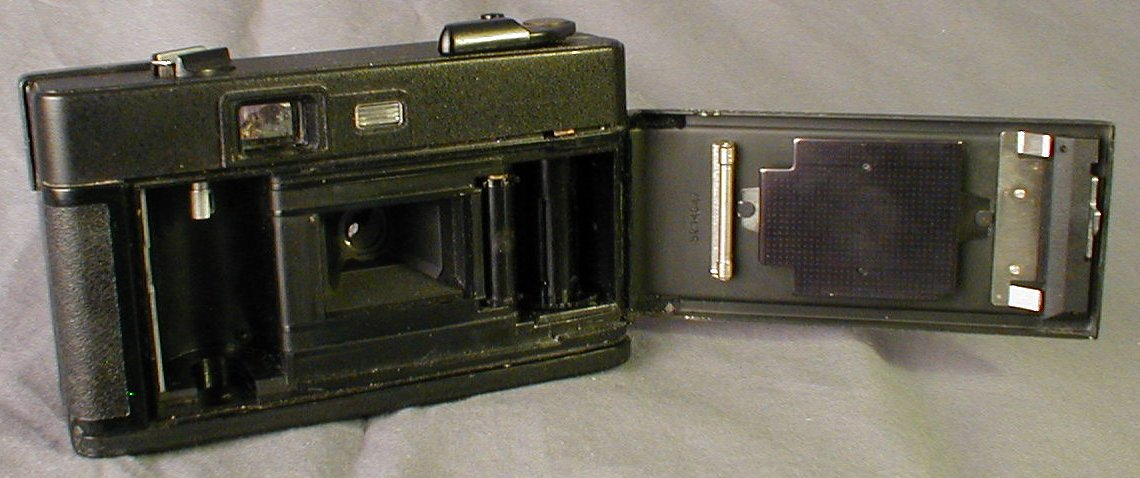
«Эликон-35СМ», вид сзади

Элико́н-35С — советский малоформатный автоматический шкальный фотоаппарат из семейства унифицированных фотоаппаратов со встроенными фотовспышками (производства БелОМО).
Выпускалась модифицированная модель «Эликон-35СМ» с возможностью ручной установки диафрагмы.
К этому семейству относятся фотоаппараты «Эликон-3», «Эликон-4», имеющие некоторые конструктивные отличия (тип объектива, способ установки экспозиции).
На базе фотоаппарата «Эликон-35С» создан первый советский аппарат с автоматической фокусировкой «Эликон-автофокус».
На камерах «Эликон» впервые в СССР применена встроенная фотовспышка.
Прототип камеры «Эликон-35С» известен как «Орион-35С».

## Технические характеристики
- Применяемый фотоматериал — 35-мм перфорированная фотоплёнка типа 135 в стандартных кассетах.
- Размер кадра — 24×36 мм.
- Объектив «Индустар-95» 2,8/38, несменный, резьба под светофильтр М46×0,75. Фокусировка по шкале расстояний (символов). Пределы фокусировки от 1,1 м до бесконечности.
- Курковый взвод затвора и перемотки плёнки. Курок имеет два положения — транспортное и рабочее.
- Имеется блокировка спусковой кнопки при хранении и переноске.
- Видоискатель оптический, с подсвеченными рамками для указания границ кадра и компенсации параллакса.
- Затвор-диафрагма с электронным управлением.
- Встроенная фотовспышка, включение фотовспышки при выдвижении её в рабочее положение. Крепление для внешней фотовспышки и синхроконтакт отсутствует.
- Корпус пластмассовый с откидной задней крышкой. Счётчик кадров самосбрасывающийся.
- Обратная перемотка плёнки типа рулетка.

## Принцип работы аппарата
- Источник питания фотоаппарата — два элемента АА (элемент 316).
- Установка светочувствительности фотоплёнки кольцом, расположенным на передней поверхности оправы объектива.
- Фотоаппарат «Эликон-35С» — программный автомат. Экспонометрическое устройство с сернисто-кадмиевым (CdS) фоторезистором. Экспокоррекция возможна только изменением значения светочувствительности фотоплёнки. При применении светофильтров автоматически вносятся поправки на их плотность.
- В автоматическом режиме затвор отрабатывает бесступенчато выдержку от 1/8 сек. (при диафрагме 2.8) до 1/500 сек. при (диафрагме 16). Изменить сочетание выдержка-диафрагма невозможно.
- При выдвижении фотовспышки происходит её автоматическое включение. Диафрагма объектива устанавливается в зависимости от светочувствительности фотоплёнки и расстояния до объекта съёмки (при вращении кольца наводки на резкость изменяется диафрагма объектива).
- Выдержка синхронизации — 1/125 сек. Выдержка «В» отсутствует.
- В поле зрения видоискателя расположены светодиоды контроля экспонометрического устройства и расположенная рядом с окуляром неоновая лампа готовности фотовспышки.